# آزوالدتویستل
آزوالدتویستل (به انگلیسی: Oswaldtwistle) یک روستا در بریتانیا است که در Hyndburn واقع شده‌است. آزوالدتویستل ۱۱٬۸۰۳ نفر جمعیت دارد.